# Snooky Young

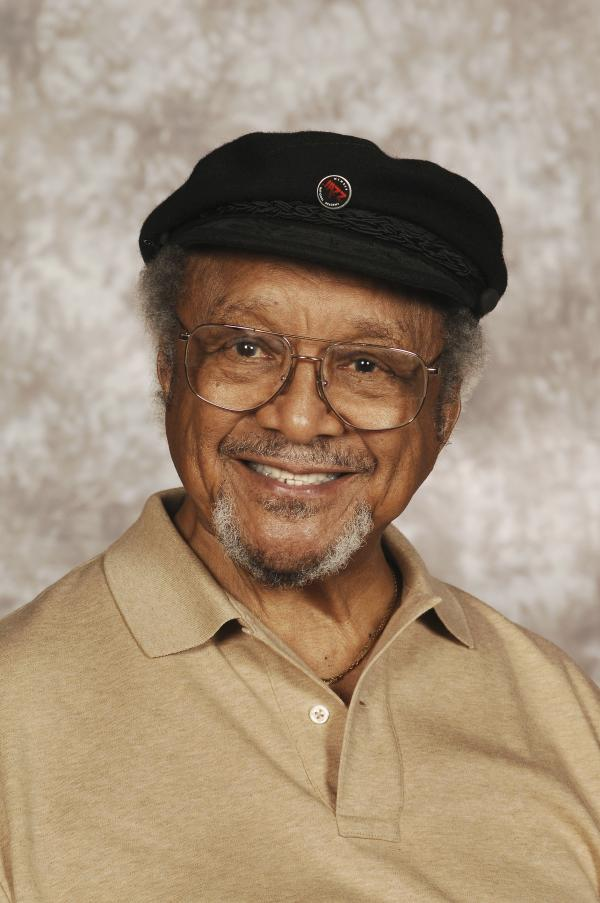
Snooky Young

Eugene „Snooky“ Young (* 3. Februar 1919 in Dayton, Ohio; † 11. Mai 2011 in Newport Beach, Kalifornien) war ein US-amerikanischer Jazz-Trompeter und Flügelhornist, auch Saxophonist und Sänger.

## Leben und Wirken
Young spielte seit seinem fünften Lebensjahr Trompete. Er begann seine Musikerkarriere als Zwanzigjähriger in Dayton. Bekannt wurde er dann als Solotrompeter der Band von Jimmie Lunceford (1939–1942). Später arbeitete er mit den Bands von Lionel Hampton, Gerald Wilson und von 1945 bis 1947 mit Count Basie. Bis 1957 leitete er eine eigene Band, um danach ins Basie-Orchester zurückzukehren, wo er bis 1962 blieb und von Fortunatus „Fip“ Ricard ersetzt wurde.
Seit 1962 war Young Studiomusiker bei der NBC, wo er Mitglied des Tonight Show Orchestra wurde. 1966 gehörte er zu den Gründungsmitgliedern des Thad Jones/Mel Lewis Orchestra, mit dem er in der Folge regelmäßig auftrat. 1971 spielte er in Charles Mingus’ Big band (Let My Children Hear Music). 1972 ging er mit der Doc Severinsens Tonight Show-Band nach Los Angeles; er gehörte dem Orchester bis zu dessen Auflösung 1992 an. Young spielte nur drei Alben als Bandleader ein, wirkte aber an fast sechshundert Alben als Sideman mit, u. a. bei Ray Brown, Kenny Burrell, Donald Byrd, Frank Capps Juggernaut, Benny Carter, Jimmy Cheatham,  Eddie Lockjaw Davis, Gil Evans, Benny Goodman, Johnny Hodges, Milt Jackson, J. J. Johnson, Hank Jones/Oliver Nelson, Quincy Jones, Carmen McRae, Zoot Sims und Dinah Washington.  Im Bereich des Jazz war er zwischen 1939 und 2006 an 546 Aufnahmesessions beteiligt.
Für 2009 erhielt er die NEA Jazz Masters Fellowship.

## Diskographische Hinweise
- Boys from Dayton mit Norris Turney, Booty Wood, Richard Tee, Cornell Dupree, Cliff Smalls, Billy Butler, Al Hall, Mickey Roker, 1971, 1975
- Snooky & Marshall’s Album mit Marshall Royal, Ross Tompkins, Freddie Green, Ray Brown, Louie Bellson, Scatman Crothers, 1978
- Horn of Plenty (Concord Records) mit Ross Tompkins, John Collins, Ray Brown, Jake Hanna, 1979
- Word of Mouth mit Jaco Pastorius, 1981
- In a Mellotone (Contemporary) mit Bob Cooper